# Nissan Cedric
O Cedric foi um luxuoso sedan de porte grande da Nissan.
Algumas versões desse modelo foram equipadas com transmissão continuamente variável (Câmbio CVT).